# Alonso Manso
Alonso Manso (* 1460 in Becerril de Campos, Königreich Kastilien; † 27. September 1539 in San Juan, Puerto Rico) war ein spanischer Bischof.

## Leben
Alonso Mansos Familie gehörte dem niederen Adel an. Sein Vater war Corregidor von Becerril de Campos. Alonso Manso studierte Theologie an der Universität Salamanca. Er war Schüler, Freund und Assistent des damaligen Lehrstuhlinhabers Diego de Deza, der ihm eine Stelle im Domkapitel der Kathedrale von Salamanca und das Amt eines Kaplans des Kronprinzen Johann von Aragón und Kastilien verschaffte.
Am 8. August 1511 errichtete Papst Julius II. drei Diözesen in der Neuen Welt, zwei davon auf der Insel Hispaniola (Santo Domingo und Concepción de la Vega) und eine in San Juan, der Hauptstadt der Insel Puerto Rico. Alonso Manso wurde zum Bischof der puerto-ricanischen Diözese ernannt. Die Bischofsweihe spendete ihm der Erzbischof von Sevilla, Diego de Deza. Bei seiner Ankunft 1512 war er der erste Bischof in der Neuen Welt der sein Amt persönlich wahrnahm. Am 7. Januar 1519 ernannte der Generalinquisitor der Spanischen Inquisition, Kardinal Adrian von Utrecht Alonso Manso zum Inquisitor in seiner Diözese. Zwei Jahre später leitete er den Bau der Kathedrale von San Juan, die 1539, also kurz nach seinem Tod durch einen Hurrikan komplett zerstört wurde.
Bischof Alonso Manso übernahm, gemäß den Gepflogenheit seiner Zeit, auch staatliche Verwaltungsaufgaben. Er wurde achter Gouverneur von Puerto Rico (nach offizieller Zählung war er der zehnte, aber der erste Amtsinhaber, Vicente Yáñez Pinzón, kam nie auf der Insel an und Juan Ponce de León hatte das Amt als Nr. 2 und Nr. 6 zweimal inne). Manso wurde jedoch schon ein Jahr später von seinem Vorgänger Pedro Moreno (Gouverneur) wieder abgelöst.
Der Bischof initiierte viele Dinge in der Neuen Welt. Er errichtete nicht nur die erste Schule für fortgeschrittene Studien, sondern er vollzog auch die erste episkopale Konsekration in der Neuen Welt, als er 1529 in der Kathedrale von San Juan den gewählten Bischof von Santo Domingo, Sebastián Ramírez de Arellano, weihte. Er gründete außerdem zwei Krankenhäuser, nämlich Concepción (das erste Krankenhaus in Puerto Rico) und San Ildefonso. Manso starb 1539 im Alter von 79 Jahren in San Juan. Sein Nachfolger als Bischof von Puerto Rico wurde 1541 Rodrigo de Bastidas y Rodríguez de Romera.